# Brasiliscincus caissara
Brasiliscincus caissara là một loài thằn lằn trong họ Scincidae. Loài này được Reboucas-Spieker mô tả khoa học đầu tiên năm 1974.